# Token bus

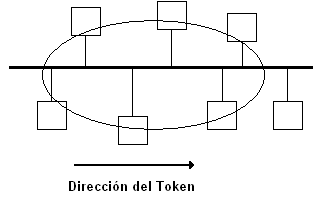
Token che passa in una rete di Token bus

In telecomunicazioni token bus (standard IEEE 802.4) è un protocollo di rete che definisce un tipo di accesso multiplo o connessione di rete tra computer all'interno di reti locali a segmento di bus condiviso. 

## Descrizione

### Funzionamento
Nella rete di calcolatori interconnessa tramite un bus viene definito un anello logico cioè una sequenza ciclica di stazioni cioè viene deciso a piacimento un ordinamento delle stazioni. In questo anello logico circola un gettone (token) il quale contiene il numero progressivo della stazione di destinazione e che abilita la stazione che momentaneamente lo possiede a trasmettere pacchetti sul canale di comunicazione comune durante l'intero tempo di possesso del token. In altre parole viene strutturata a livello logico la tecnica di connessione a livello fisico token passing ring. 
Può essere visto anche come una particolare forma di accesso multiplo di tipo TDMA scandito dal token dove lo slot temporale di trasmissione è rappresentato dall'intervallo temporale di possesso del bus, ma senza le difficoltà implementative legate alla sincronizzazione nello slot di competenza delle stazioni trasmittenti. Il vantaggio del token bus rispetto al più semplice token ring è che esso rappresenta una valida alternativa quando non c'è possibilità o difficoltà di stendere fisicamente una rete ad anello. Il bus è infatti una rete comoda che può essere inserita facilmente in qualsiasi tipo di edificio.